# Дивисадеро ла Перла (Кулијакан)
Дивисадеро ла Перла (шп. Divisadero la Perla) насеље је у Мексику у савезној држави Синалоа у општини Кулијакан. Насеље се налази на надморској висини од 48 м.

## Становништво
Према подацима из 2010. године у насељу је живео 1 становник.

### Хронологија
| Година       | 2000      | 2010 |
| ------------ | --------- | ---- |
| Становништво | 7 (6 / 1) | 1    |

### Попис
| # | Индикатор                     | Вредност |
| - | ----------------------------- | -------- |
| 1 | Укупно домаћинстава           | 28       |
| 2 | Укупно насељених домаћинстава | 1        |
| 3 | Величина локације             | 1        |